# TAT-14

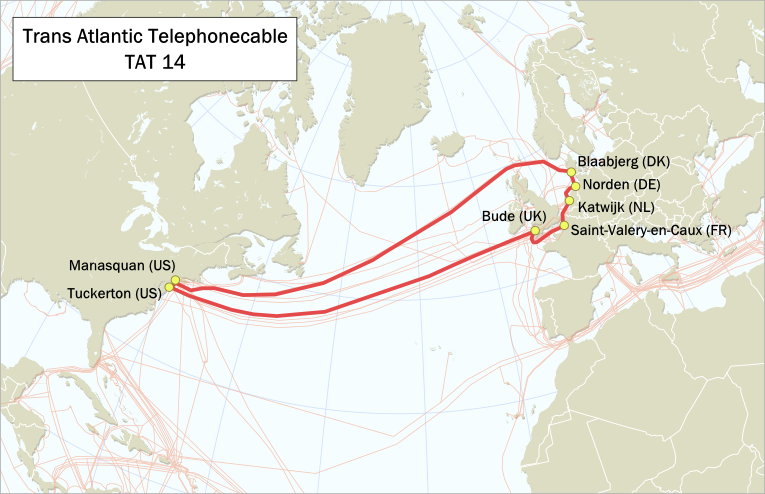
TAT-14

TAT-14 est un câble sous-marin de communication transatlantique (TAT est l'acronyme de Transatlantic Telephone Cable System) assurant une liaison sous-marine entre les États-Unis, l'Angleterre, la France, les Pays-Bas, l'Allemagne et le Danemark. TAT-14, conçu en pleine bulle internet, a été inauguré en 2001 et décommissionné fin 2020 avec le basculement du trafic vers le cable Dunant.

## Historique
Constitué de deux liens, Nord et Sud, le câble TAT-14 utilisait quatre paires de fibres conçues pour faire passer un débit total de 9,38 térabits par seconde mais qui délivraient en réalité 3,15 Tbit/s. Les répéteurs étaient de type EDFA et TAT-14 utilisait la technologie du multiplexage en longueur d'onde. En France, l'atterrage de la connexion avec le réseau terrestre national se faisait à Saint-Valery-en-Caux. Le coût total de TAT-14 est de 800 millions d'euro en 2000.
La portion française de TAT-14 est entièrement relevée par les équipes d'Orange en décembre 2021. La partie en haute mer est cependant laissée en place, aucune obligation de démontage n'étant imposée.